# 사랑에 속고 돈에 울고
〈사랑에 속고 돈에 울고〉는 일제강점기에 큰 인기를 모은 한국의 신파극이다. 홍도야 우지마라로도 유명하다.
1936년 임선규가 집필하여 청춘좌가 동양극장에서 초연하였고, 공전의 히트를 기록하여 동양극장을 대표하는 흥행작이 되었다.
오빠의 학비를 벌기 위해 기생이 된 홍도가 부잣집 아들인 광호를 만나 결혼하게 되지만, 결국 남편에게서 버림을 받고 남편의 약혼녀까지 살해한 뒤 순사가 된 오빠에게 잡혀가게 된다는 줄거리이다. 여주인공 홍도 역에는 차홍녀, 홍도의 오빠 철수 역은 황철, 남편 광호 역은 심영이 맡았다.
이 연극은 동명의 영화로도 제작되었다. 이때 이서구가 "홍도야 우지마라 오빠가 있다"라는 노랫말을 써서 영화의 부주제곡으로 발표했는데, 이 노래가 대중가요로 큰 인기를 모았다.
이 작품으로 폐결핵 투병 중이던 무명 작가 임선규가 일약 스타 작가로 떠올랐고, 가혹한 운명에 우는 주인공 남매역을 맡은 차홍녀와 황철도 최고의 인기를 누렸다. 높은 인기를 바탕으로 영화와 TV 드라마로 여러차례 만들어졌다.

## 같이 보기
- 동양극장
- KBS

## 참고 자료
- 조영복 (2002년 9월 10일). 〈임선규와 문예봉 - 극작가와 배우, 엇갈린 부부의 운명〉. 《월북 예술가, 오래 잊혀진 그들》. 서울: 돌베개. ISBN 9788971991503.
- 조영복 (2002년 9월 10일). 〈황철 - 추억으로 남아 있는 인민의 배우〉. 《월북 예술가, 오래 잊혀진 그들》. 서울: 돌베개. ISBN 9788971991503.
- 한상언, 한국영화스타7-① 영화배우 차홍녀 - '홍도'로 살다 간 여배우 차홍녀 《오마이뉴스》 (2007.1.22)
- 한상언, 한국영화스타7-② 영화배우 차홍녀 - 22세로 짧은 생 마감한 여배우 차홍녀 《오마이뉴스》 (2007.1.22)